# Grammy Award para Melhor Performance Solo de Country
O Grammy Award para Best Country Solo Performance é uma das categorias do Grammy Awards, cerimônia que premia as realizações na indústria musical. De acordo com o guia descritivo do Grammy Awards, a categoria premia a performance de um artista em uma música country nova, sendo ela vocal ou instrumental.
Esta é uma das várias categorias criadas a partir da reestruturação do Grammy Awards em 2012. A categoria surgiu através da combinação das antigas categorias de Best Female Country Vocal Performance, Best Male Country Vocal Performance e Best Country Instrumental Performance.
A primeira premiada pela categoria foi a cantora Taylor Swift, que recebeu o prêmio em 2012 pela sua performance na música Mean.

## Vencedores
| Ano  | Artista          | Música                      | Indicados | Ref.   |
| ---- | ---------------- | --------------------------- | --- | ------ |

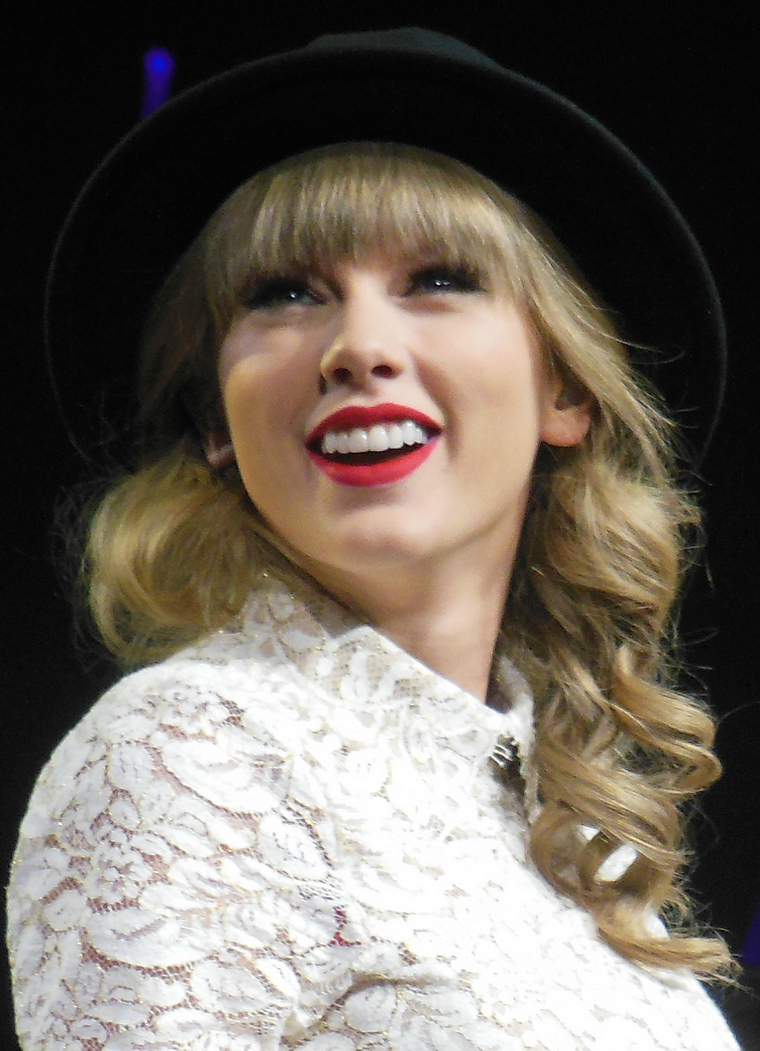
Taylor Swift, vencedora em 2012 com a canção Mean.

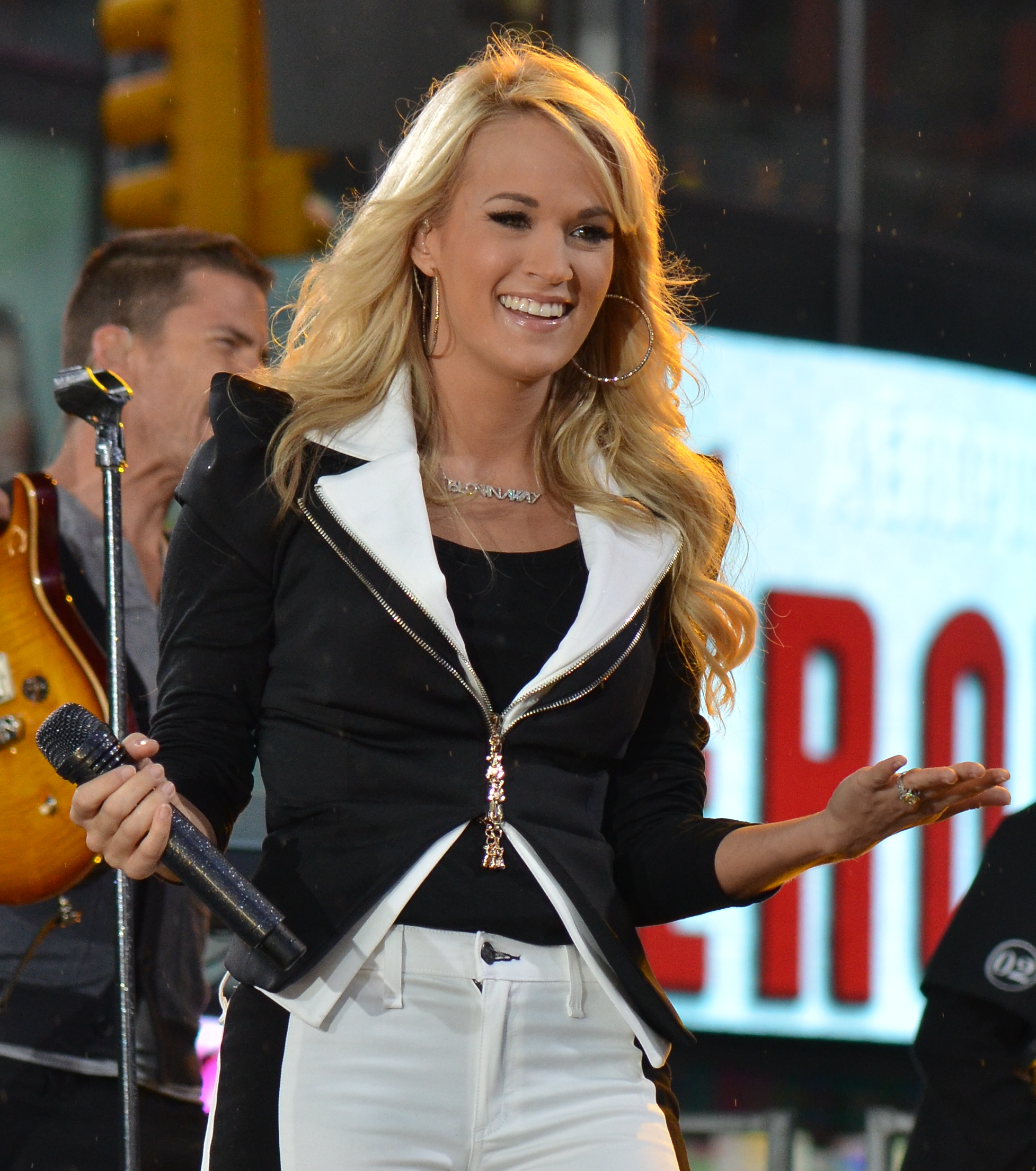
Carrie Underwood, vencedora em 2013 e 2015.

| 2012 | Taylor Swift     | "Mean"                      | - Jason Aldean — "Dirt Road Anthem" - Martina McBride — "I'm Gonna Love You Through It" - Blake Shelton — "Honey Bee" - Carrie Underwood — "Mama's Song"                                  | [ 4 ]  |
| 2013 | Carrie Underwood | "Blown Away"                | - Dierks Bentley — "Home" - Eric Church — "Springsteen" - Ronnie Dunn — "Cost of Livin'" - Hunter Hayes — "Wanted" - Blake Shelton — "Over"                                               | [ 5 ]  |
| 2014 | Darius Rucker    | "Wagon Wheel"               | - Lee Brice — "I Drive Your Truck" - Hunter Hayes — "I Want Crazy" - Miranda Lambert — "Mama's Broken Heart" - Blake Shelton — "Mine Would Be You"                                        | [ 6 ]  |
| 2015 | Carrie Underwood | "Something in the Water"    | - Eric Church — "Give Me Back My Hometown" - Hunter Hayes — "Invisible" - Miranda Lambert — "Automatic" - Keith Urban — "Cop Car"                                                         | [ 7 ]  |
| 2016 | Chris Stapleton  | "Traveler"                  | - Cam – "Burning House" - Carrie Underwood – "Little Toy Guns" - Keith Urban – "John Cougar, John Deere, John 3:16" - Lee Ann Womack – "Chances Are"                                      | [ 8 ]  |
| 2017 | Maren Morris     | "My Church"                 | - Brandy Clark — "Love Can Go To Hell" - Carrie Underwood — "Church Bells" - Keith Urban — "Blue Ain't Your Color" - Miranda Lambert — "Vice"                                             | [ 9 ]  |
| 2018 | Chris Stapleton  | "Either Way"                | - Sam Hunt – "Body Like a Back Road" - Alison Krauss – "Losing You" - Miranda Lambert – "Tin Man" - Maren Morris – "I Could Use a Love Song"                                              | [ 10 ] |
| 2019 | Kacey Musgraves  | "Butterflies"               | - Loretta Lynn – "Wouldn't It Be Great?" - Maren Morris – "Mona Lisas and Mad Hatters" - Chris Stapleton – "Millionaire" - Keith Urban – "Parallel Line"                                  | [ 11 ] |
| 2020 | Willie Nelson    | "Ride Me Back Home"         | - Ashley McBryde – "Girl Goin' Nowhere" - Tyler Childers – "All Your'n" - Blake Shelton – "God's Country" - Tanya Tucker – "Bring My Flowers Now"                                         | [ 12 ] |
| 2021 | Vince Gill       | "When My Amy Prays"         | - Eric Church – "Stick That in Your Country Song" - Brandy Clark – "Who You Thought I Was" - Miranda Lambert – "Bluebird" - Mickey Guyton – "Black Like Me"                               | [ 13 ] |
| 2022 | Chris Stapleton  | "You Should Probably Leave" | - Luke Combs – "Forever After All" - Mickey Guyton – "Remember Her Name" - Jason Isbell – "All I Do Is Drive" - Kacey Musgraves – "Camera Roll"                                           | [ 14 ] |
| 2023 | N/A              | N/A                         | - Kelsea Ballerini – "Heartfirst" - Zach Bryan – "Something in the Orange" - Miranda Lambert – "In His Arms" - Maren Morris – "Circles Around This Town" - Willie Nelson – "Live Forever" | [ 15 ] |